# Norra stationsparken

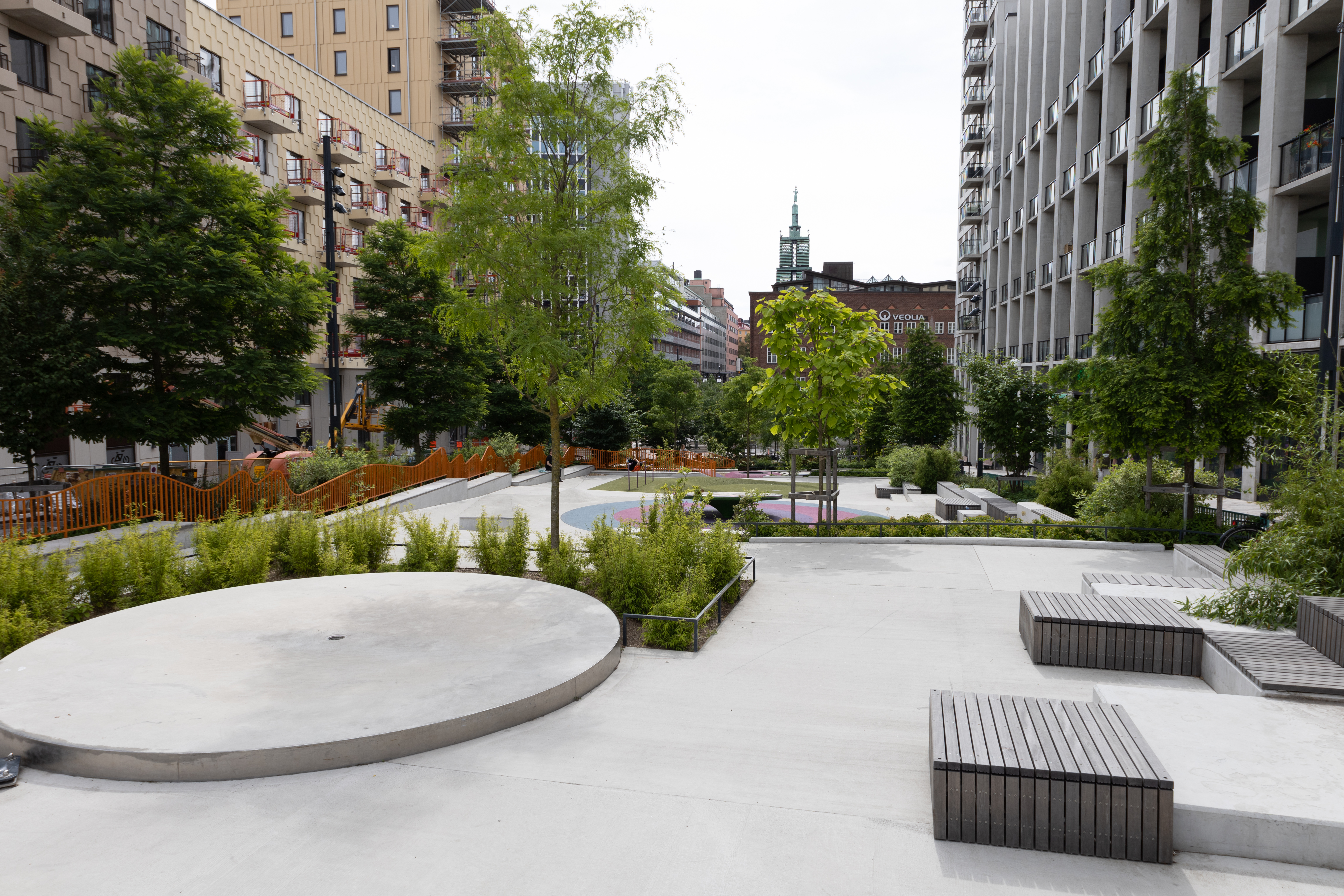
Den färdiga delen av Norra stationsparken i juli 2022.

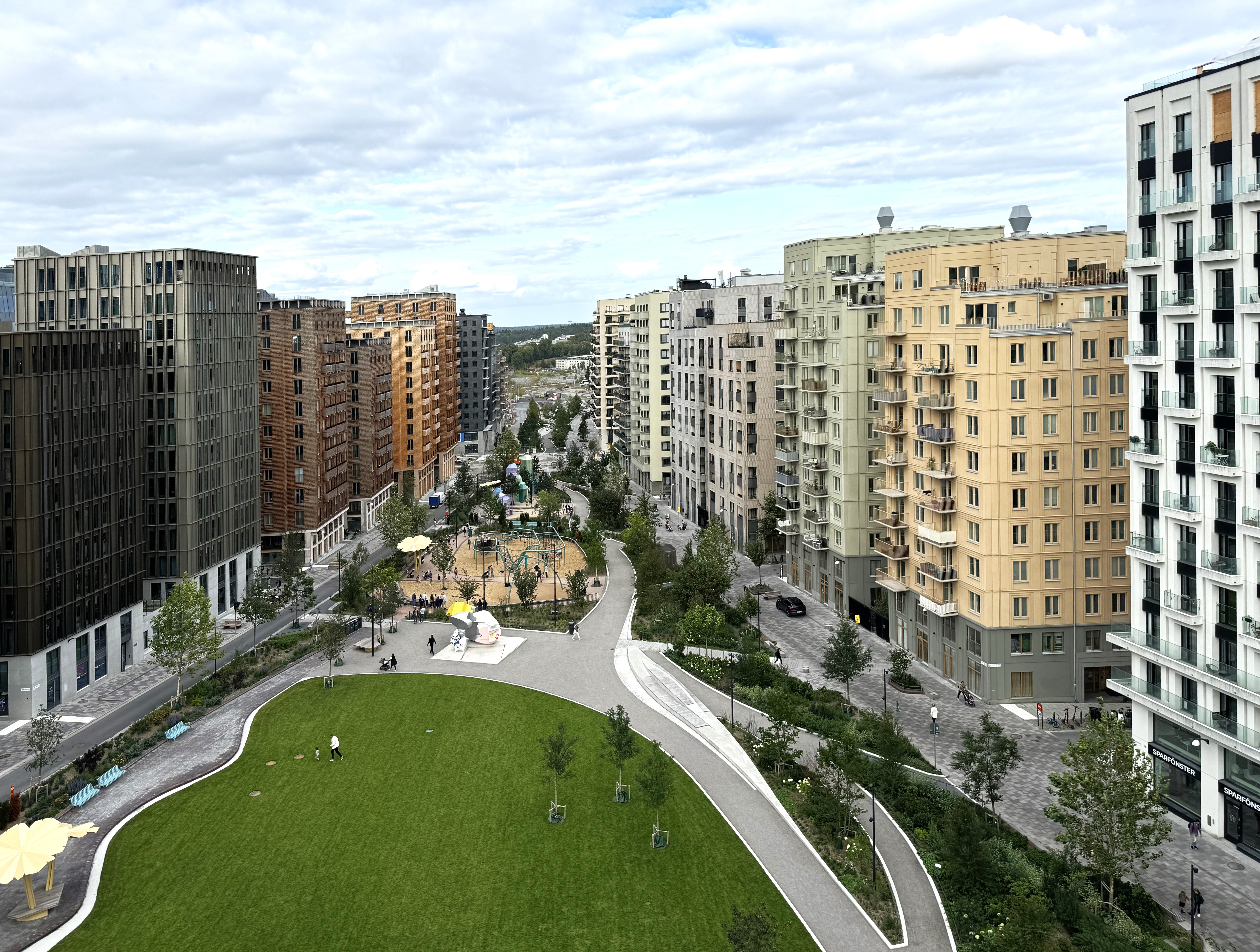
Norra stationsparken i Hagastaden, augusti 2024.

Norra stationsparken är en park under uppbyggnad i etapper i Vasastadens del av Hagastaden i Stockholms innerstad. Den timglasformade parken beräknas vara helt färdigställd 2029. Den västra delen fram till Hälsingegatan beräknas vara klar sommaren 2024. Dess södra del togs i bruk 2019.